# メアリー・マッカーシー
メアリー・テレーゼ・マッカーシー（Mary Therese McCarthy, 1912年6月21日 - 1989年10月25日）は、アメリカ合衆国の作家・批評家。2歳年下の弟に『セールスマンの死』（1951年）や『ボディ・スナッチャー/恐怖の街』（1956年）で知られる映画俳優のケヴィン・マッカーシーがいる。

## 生涯
ワシントン州シアトル生まれ。1918年にスペインかぜ（インフルエンザ）で両親を失い、父方のカトリックの祖父母の家で育てられた。祖父はアメリカ最初の労働者災害補償法（WCA）の草案作りに係わった人物とされており、彼女が後年抱くことになったリベラルな政治観に多少の影響を及ぼしたとも考えられる。
ヴァッサー大学を卒業した1933年はすでに共産主義の時代であり、当時の多くのリベラルな知識人同様、彼女もまたいわゆるフェロー・トラヴェラー（共産主義シンパ）の一人となった。だが「モスクワ裁判」以降はスターリニズムに強く反発、トロツキーとの連帯を表明している。以降『パーティザン・レヴュー』（en:Partisan Review）や『ニュー・リパブリック』（en:The New Republic）など数多くの雑誌でリベラル派の論客として活躍。60年代のベトナム戦争や1970年代のウォーターゲート事件に際してもアメリカ国内の代表的な発言者の一人であり続けた。
二度目の夫である批評家エドマンド・ウィルソン（1938年に結婚、1946年に離婚）の勧めで短編小説にも手を染め、『オアシス』（1949年）などで作家の地位を確立し、ヴァッサー大の卒業生の女性数名を描いた『グループ』（1962年）が85万部のベストセラーとなる。
広い交友関係でも注目すべき人物であり、とりわけフィリップ・ラーヴやニコラ・キアロモンテ（en:Nicola Chiaromonte）、ドワイト・マクドナルド（en:Dwight Macdonald）など、いわゆる「ニューヨーク知識人」周辺のインテレクチュアル・ヒストリーを彩る重要なキャラクターと目されることが多い。なかでもハンナ・アーレントとの生涯にわたる友情はよく知られており、二人の往復書簡集も出版されている。
同世代の女性知識人であるリリアン・ヘルマンとの確執は、のちにノーラ・エフロンによって『Imaginary Friends』というタイトルで2002年に戯曲化されている。

## 訳書
- 『グループ』小笠原豊樹訳、早川書房、1964年。
  - 『グループ』小笠原豊樹訳、ハヤカワ文庫、1972年
- 『ヴェトナム報告』新庄哲夫訳、河出書房新社、1968年。
- 『ハノイ：北ヴェトナムとの会話』村上博基訳、早川書房〈ハヤカワ・ノンフィクション：激動する世界〉、1969年。
- 『漂泊の魂』深町真理子訳、角川文庫、1971年。
- 『アメリカの渡り鳥』古沢安二郎訳、早川書房〈Hayakawa novels〉、1974年

※以上の各・表記はメアリイ・マッカーシイ
- 評論『フィレンツェの石』幸田礼雅訳、新評論、1996年。ISBN 978-4-7948-0289-7
- 『アメリカの鳥』中野恵津子訳（池澤夏樹=個人編集 世界文学全集）河出書房新社、2009年。ISBN 978-4-309-70956-7
- 「雑草」谷崎由依訳（若島正編『ベスト・ストーリーズ・1：ぴょんぴょんウサギ球』早川書房、2015年、所収）ISBN 978-4-15-209588-6
- 『私のカトリック少女時代』若島正訳（池澤夏樹監修〈須賀敦子の本棚〉7巻、河出書房新社、2019年）　ISBN 978-4-309-61997-2

書簡・評伝
- ウィルソン夏子『メアリー・マッカーシー：わが義母の思い出』未來社、1996年。ISBN　978-4-624-61031-9
著者の夫ルーエル・ウィルソンはマッカーシーの息子で下記の続編がある。
  - ウィルソン夏子『エドマンド・ウィルソン　愛の変奏曲』作品社、2021年。若島正解説
- キャロル・ブライトマン編『アーレント＝マッカーシー往復書簡集：知的生活のスカウトたち』佐藤佐智子訳、法政大学出版局：叢書・ウニベルシタス、1999年。ISBN　978-4-588-00639-5

## 映画
- 花嫁凱旋 (1936) 原作　ルイシャルト・ボレスワフスキ監督
- 世界の母 (1946) 共同脚本
- グループ (1966) 原作  シドニー・ルメット監督